# Черничка (приток Нары)
Черничка — река в России, приток Нары.
Протекает в юго-западном направлении большей частью по территории Троицкого административного округа города Москвы, а также Жуковского района Калужской области.
Длина реки — 18 км. В государственном водном реестре РФ река Черничка ошибочно указана притоком реки Десенки, впадающим в 7 км от её устья (р. Нара) и имеющим длину 11 км.
В каталоге рек и озёр Московской губернии 1926 года И. А. Здановского фигурирует как Чернашка длиной 14 км, на карте Ф. Ф. Шуберта 1860 года — Чернишка.
Берёт начало в 4 км к югу от станции Кресты Большого кольца Московской железной дороги. Почти на всём протяжении густо заселена и по берегам не имеет лесов. Впадает в Нару в 77 км от её устья по левому берегу, в 9 км выше устья её главного притока — реки Истьи, в Калужской области. У деревни Ильино запружена.
Вдоль течения реки расположены населённые пункты поселения Роговское — Спас-Купля, Рогово, Рождественно, Климовка, Ильино, Петрово и Кузовлёво.
В историографии Отечественной войны 1812 года известна как «река Чернишня», здесь, поблизости от Тарутинского лагеря, произошло сражение с армией Наполеона — Тарутинский бой 6 (18) октября 1812 года.

## Данные водного реестра
- Бассейновый округ — Окский
- Речной бассейн — Ока
- Речной подбассейн — бассейны притоков Оки до впадения реки Мокши
- Водохозяйственный участок — Нара от истока до устья